# グアドループ島侵攻 (1759年)
グアドループ島侵攻（グアドループとうしんこう）は七年戦争中の1759年1月から5月にかけて、イギリス軍によるグアドループへの攻撃。イギリスの大軍は西インド諸島のフランス領を荒らし回り、グアドループもその標的になった。グアドループは数ヶ月間耐えた後、マクシマン・ド・ボンパールの救援軍が到着する前に正式に降伏した。
この勝利は1759年の奇跡の年の一部となった。

## 背景
フランス軍をドイツから引き離すために、ウィリアム・ピットは機会があればどこにでもフランスを攻撃する策をとった。例えば、北米ではルイブールやケベックシティを攻撃、アフリカではセネガルに侵攻、インドではプラッシーの戦いに挑み、その全てで勝利した。西インド諸島でもマルティニークやグアドループに狙いを定め、戦前ではノバスコシアの総督だったペレグリン・ホプソンを西インドにおける総司令官に任命、ジョン・バリントンをその副官とした。
1758年11月12日、チャールズ・ヒューズ代将率いる戦列艦8隻に護衛されて、遠征隊は出港し、翌年1月3日にバルバドスに着き、そこでジョン・ムーア率いる戦列艦2隻と合流して合計6,800人の遠征軍になった。

### マルティニーク攻撃
遠征の主な目標はマルティニークであった。ホプソンはフォール＝ロワイヤルに上陸してフランス軍と戦い、100人の死傷者を出した。しかし、進軍するには道が険しすぎたため上陸軍は撤収、次にサン・ピエールへの上陸が計画されたが、守備が堅すぎてホプソンは攻撃をやめ、グアドループへ移動した。

## グアドループ攻撃

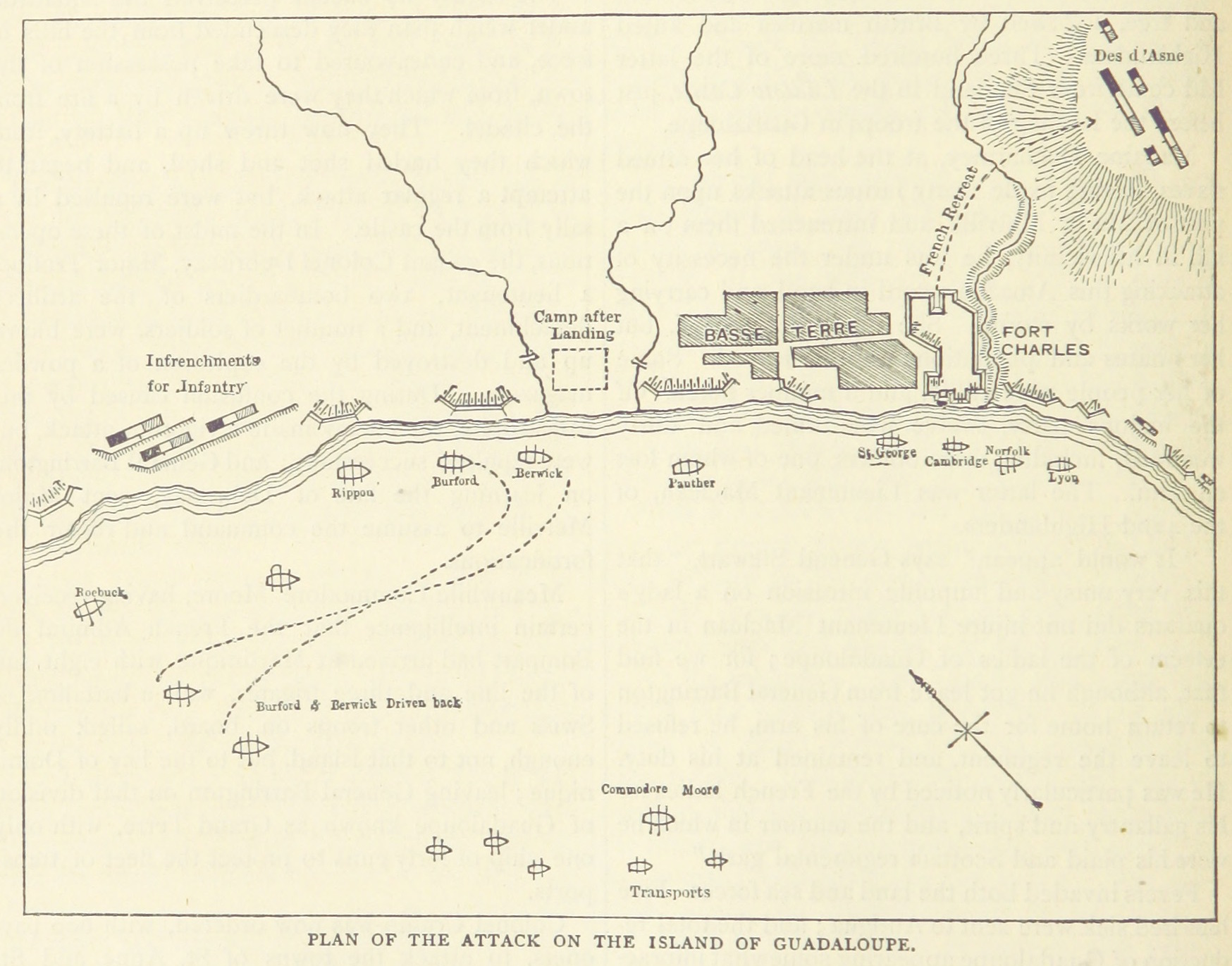
戦闘の地図

バス＝テール島へ航行したイギリス艦隊は1月22日に砲撃を開始、街を灰燼に化した。24日のあけぼの、イギリス軍は抵抗を受けずに上陸、内陸へ5キロメートル進軍した後に山がちな地形のところでフランス軍に遭遇した。
そのれまでに1,500人のイギリス兵士が病気にかかり、ホプソンも風土病で行動に出られなかった。2月27日にホプソンが病死、バリントンは指揮を引き継いだが、すでに600人の病人がアンティグアに送られ、さらに1,600人が病気にかかっており、イギリス軍はほぼ崩壊していた。病人の数が多くて日々の作業をやる兵士を探すにも難儀する有様であった。
一方、艦隊を指揮して別行動をとっていたジョン・ムーアはフォール＝ルイへ艦隊を進め、要塞を降伏させてハイランダーと海兵隊300人を駐留させた。
バリントンも行動に出て、フランス軍を3方向から攻撃して5月1日に総督のシャルル・フランソワ・エマニュエル・ナドゥー・ド・トライを降伏させた。

## その後
マクシマン・ド・ボンパール率いる救援軍はその後グアドループに到着したが、総督がすでに降伏していたため何もできずに撤収した。
イギリスは島を征服したが、気候には適応できず、1759年末までに駐留軍800人が病死した。1763年のパリ条約では、フランスがカナダを放棄する代わりにイギリスはグアドループ島を返還した。